# Vincent Eckert
Pour les articles homonymes, voir Eckert.
Vincent Eckert est un chanteur français, également auteur-compositeur et guitariste.
Son univers musical, souvent assimilé à Noir Désir, Matmatah ou Louise Attaque, est marqué par les sonorités celtiques, rock, bretonnes, appuyé par des textes riches en métaphores.
Il est connu pour s'être produit aux Francofolies de La Rochelle à plusieurs reprises et avoir assuré les premières parties d'artistes comme: Calvin Russel, Calogero, Soldat Louis, Dany, Interzone (Serge Teyssot-Gay et Khaled AlJaramani),  Charlélie Couture ou Oshen.
Il se produit régulièrement depuis une quinzaine d'années sur de nombreuses scènes françaises (Sentier des Halles, Laurette Théâtre à Paris, Lille, Bretagne) ou internationales (Bosnie, Allemagne).

## Biographie
Vincent Eckert est né à Strasbourg en Alsace, mais a passé une partie de son enfance à Poitiers. Attiré par les mots et la poésie dès l’enfance bercée par Jacques Brel, Ferré, entre autres. De retour en Alsace, Il s’oriente pourtant vers des études d’arts plastiques qu’il abandonne en même temps qu’il découvre la guitare électrique avec laquelle il participera à des groupes de rock locaux (du rock Progressif au métal indus).

### Débuts (1998-2004)
C’est en 1998 qu’il décide de porter ses propres textes et musiques seul à la guitare et au chant. Le premier concert sous son nom a lieu le 21 juin 1999 et il jouera régulièrement dans des bars de la région Grand Est (Strasbourg, Mulhouse, Metz, festival X-agonal teuf...) dont certains aujourd’hui sont disparus (l’Ange d’Or, Le Zanzibar…).
À tout juste 30 ans il autoproduit un premier CD de 6 titres qu’il autofinance : « Goutte à Goutte »  sort en novembre 2000. Il trouve un écho favorable auprès de Jean-Louis Foulquier et Didier Varrod (émission Pollen sur France Inter), l'album est chroniqué par Rock&Folk et sera référencé dans toutes les FNAC de France en autoproduits.
Il tournera régulièrement en Bretagne et à Paris (Festival premiers gestes espace Kiron et le Sentier des Halles).

### L'essor:D'OueSTet Francofolies (2004-2006)
En parallèle commencent les enregistrements d’un premier album qui sort en 2004 et comprend 12 titres aux résonances celtiques et bretonnes (avec l’ajout du violon de l’accordéon et d’instruments de musique traditionnelle : Saz, mandoline, derbouka… C’est à partir des bandes démos de l’album qu’il est sélectionné par Maryse Andrians et Didier Varrod lors d’un concert à Paris pour participer en 2004 au chantier des francos à La Rochelle.à l’issue des sessions du chantier il sera programmé aux Francofolies le 14 juillet 2005 sur la scène de l’horloge,.
L’album d’OueST sort en 2005 en distribution nationale (Next Music) et permettra une diffusion sur les antennes de France Inter, Europe 1, Direct8, Radio France International, Autoroute FM ainsi que des chroniques dans Télérama, Libération, l’Humanité.
Les concerts et tournées s’enchainent jusque fin 2006 (Centre culturels français en Allemagne, Luxembourg et en France).

### Nos Ombreset attrait pour le théâtre (2007-2010)
L’Album Nos Ombres enregistré sort en 2007 il comprend 11 nouvelles compositions et une reprise de Noir Désir (Si rien ne bouge). Album disponible à la Fnac en Suisse et en VPC. Distribution numérique par Believe. Cet album est soutenu par le chantier des Francofolies et l’ADAMI.
Afin de supporter l’album sur scène, une mise en scène, des décors et un spectacle sous forme de création (avec des comédiens disant les textes) sera développé. Ceci développe l'intérêt de Vincent Eckert pour le théâtre, concrétisé par diverses collaborations ultérieures (spectacle à Fleur de chair avec le metteur en scène Thomas Ress, projets avec compagnie professionnelle des rives de l’Ill..)
Vincent Eckert et ses musiciens tourneront avec ce spectacle jusque fin 2008 (Printemps de Bourges, Bosnie à nouveau, Suisse et France).

### Indémodiableetla complainte du Loup: les influences germaniques et médiévales (2010-2011)
En 2010, avec Matthieu et Julien est enregistré un album de sept titres qui sort en 2011 (IndémodIable) 7 titres composent ce disque dont un en allemand « Die Brücke der Gehängten » et un morceau instrumental (Metadata 666). Les concerts se font en formations réduites en trio ou duo (Batterie et Guitare/voix) voire en solo acoustique). Il participe en 2010 au concert Solidarité Haïti au Zénith de Strasbourg. En 2012 sort un EP : « La complainte du Loup »  qui est la continuité de l’univers sombre et médiéval abordé dans IndémodIable.
En parallèle, Vincent Eckert enchaîne de nombreux passages à Radio France, sur France Inter notamment dans les émissions de Jacques Bonnaffé et Stéphane Bern , FIP ou France Bleu. Il se produit régulièrement depuis sur de nombreuses scènes françaises (Sentier des Halles, Laurette Théâtre à Paris, Lille, Bretagne) ou internationales (Bosnie, Allemagne)

### Appareillons, le retour aux sonorités bretonnes (2014-2019)
C’est en 2015 que Vincent retourne en studio avec le projet de créer les chansons dans cet environnement privilégiant la spontanéité de l’écriture, les expériences sonores, les essais, la remise de l’ouvrage sur le métier sans économiser le risque d’imperfection jusqu’à arriver au point final d’une chanson. Explorant la musique traditionnelle bretonne, mais aussi des inspirations plus électroniques ce sont finalement près de vingt titres finalisés en trois ans de recherches, de rencontres, d’expérimentations (Participation du Bagad Kiz Avel de Strasbourg). Appareillons financé grâce à une campagne Ulule de collecte de fonds sort en mars 2018.

### Les années Vaines(2020-)
Un nouvel album, Les années vaines, sort le 20 novembre 2020.

## Discographie
- 2000 : Goutte à Goutte
- 2004 : d'Ouest
- 2007 : Nos Ombres
- 2011 : IndémodIable
- 2012 : La complainte du Loup
- 2018 : Appareillons
- 2020 : Les années Vaines